# ایفرام بیتمن
ایفرام بیتمن (به انگلیسی: Ephraim Bateman) سناتور سابق عضو حزب دموکرات ایالات متحده آمریکا بود. وی در سال ۱۸۲۶ تا ۱۸۲۹ میلادی سناتور ایالت نیوجرسی در سنای ایالات متحده آمریکا بود.